# 伊涅萨·阿尔曼德
伊涅萨·费奥多罗芙娜·阿曼德（1874年5月8日—1920年9月24日）是俄罗斯的一个法国裔共产主义政治家，布尔什维克成员、女性主义者、共产主义妇女国际重要领导人。她的一生中大多数时间都在俄国渡过。阿曼德在沙俄末期的共产主义运动中和苏俄早期都发挥了重大的作用。但由于跟列宁的特殊关系，她的事迹在斯大林时期被刻意隐瞒了，直到1990年代才得到一部分披露 。

## 早年生活和婚姻

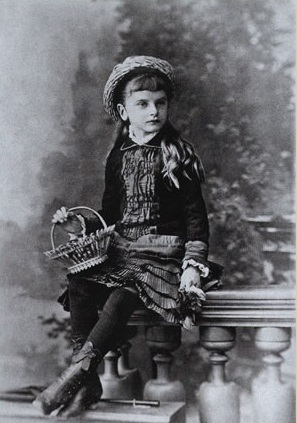
孩童时期的伊涅萨·阿曼德，摄于1882年

1874年5月8日阿曼德出生于巴黎。其母娜塔莉·怀尔德是一位英法混血的喜剧演员，其父西奥多·佩舒·德艾本维勒是一位法国歌剧演员。 阿曼德六岁时其父去世，她由居住在莫斯科的祖母和姑母抚养长大。两人都是教师。

十九岁时她嫁给了一位富有的俄罗斯纺织品制造商之子，亚历山大·阿曼德。二人共育有四个孩子。阿曼德夫妇都热心公益事业。他们在莫斯哥郊外开设了一所面向农家子弟的学校，伊涅萨更加入了一个致力于帮助城市贫困妇女的慈善组织。

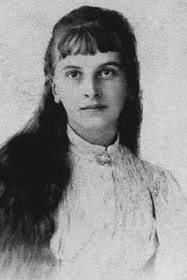
伊涅萨·阿曼德像，摄于1895年

## 革命生涯
阿曼德夫妇一直秉持开放式婚姻观。1902年伊涅萨抛弃了丈夫与小叔子弗拉基米尔结婚，因为后者跟她一样具有激进的政治观点。二人生育了伊涅萨的第五个孩子安德烈。

1903年伊涅萨加入了俄国社会民主工党的地下组织。她因散发宣传材料于1907年6月被捕，并被判处流放梅津两年。

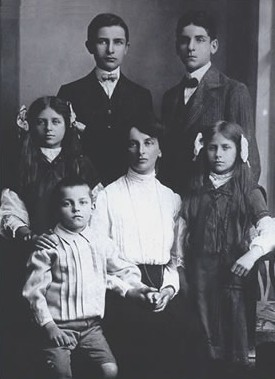
阿曼德与她的孩子在布鲁塞尔，摄于1909年

1908年11月伊涅萨从梅津的流放地逃出，辗转来到巴黎。在那里她结识了弗拉基米尔·列宁及其他海外布尔什维克分子。1911年，她成为海外组织委员会的秘书。这一机构旨在协调西欧各国的布尔什维克组织之间的关系。
1912年7月阿曼德受列宁之命潜回俄罗斯。她的任务有三：传达布拉格会议决议；组织选举活动令布尔什维克支持者入选国家杜马；查看《真理报》上文章的风向——当时斯大林及其他编辑有右倾表现，过于同情孟什维克以至于退回了列宁的四十七篇稿件并对更多的稿件作出了改动，这令列宁相当不悦。 阿曼德此时回到俄罗斯是相当危险的，甚至可以说她甫一入境就会被逮捕，而列宁也知道这一点，但他对党的工作的热情压倒了对她的感情。果不其然阿曼德入境两个月之后就被捕入狱，1913年3月才由前夫亚历山大保释出狱。她随即弃保潜逃出国，来到加利西亚与列宁和其妻克鲁普斯卡娅同居，同时担任《女工》杂志的编辑。克鲁普斯卡娅不乏钦佩地记述道，尽管阿曼德每日精疲力尽，她还是满怀着热忱投入到党的工作中去了。列宁对她非常信任，超过了对圈子中的其他人，他还给她写信。 帝俄保卫部曾把阿曼德认作是列宁的左膀右臂。 拉尔夫·卡特·埃尔伍德认为，在《火星报》时期对于列宁来说，阿曼德是比托洛茨基更加称职的“棍棒”——把摇摆不定的布尔什维克打回路线中去，对列宁的政治对手表达永不妥协的信息，以及替列宁做他不愿意做的脏活。
第一次世界大战期间，阿曼德担心欧洲的社会主义分子会选择放弃斗争，她因此协助列宁散发了很多传单，呼吁协约国士兵调转枪口瞄准他们的长官，发动社会主义革命。
1914年7月，列宁任命阿曼德为布尔什维克代表出席了在布鲁塞尔举办的第二国际主席团会议。贝尔特拉姆·伍尔夫曾如此记述：“他（列宁）把她送去会见像卡尔·考茨基、埃米尔·王德威尔德、若利斯·卡尔·于斯曼、罗莎·卢森堡、格奥尔基·普列汉诺夫、列夫·托洛茨基和尤里·马尔托夫这样的巨头，并且同他们作斗争。他信赖她，因为她会说第二国际的所有通行语言，因为她对他和他的观点有着精准的理解，还因为她在受到攻击时所表现出来的坚贞不屈。”他曾在给她的信中写道：
我坚信你属于这样一类人——当他们独当一面时，会发展，会变强壮，变得更有精神、更大胆......我是绝对不会听信那些悲观主义者的。他们说你——但你绝对不是——不可理喻，真是不可理喻。
1915年3月阿曼德前往瑞士组织召开国际社会主义妇女反战大会。

1917年2月沙皇尼古拉二世退位，将政权交给临时政府，后者宣布成立俄罗斯共和国。流亡中的布尔什维克们看到了希望，纷纷赶回俄罗斯参加这个新国家的设计工作。德意志帝国外交部认为提高布尔什维克在俄罗斯的影响力有利于提前结束在东方战线的作战，因此派出专列将列宁、阿曼德和其他26个革命家送至彼得格勒。

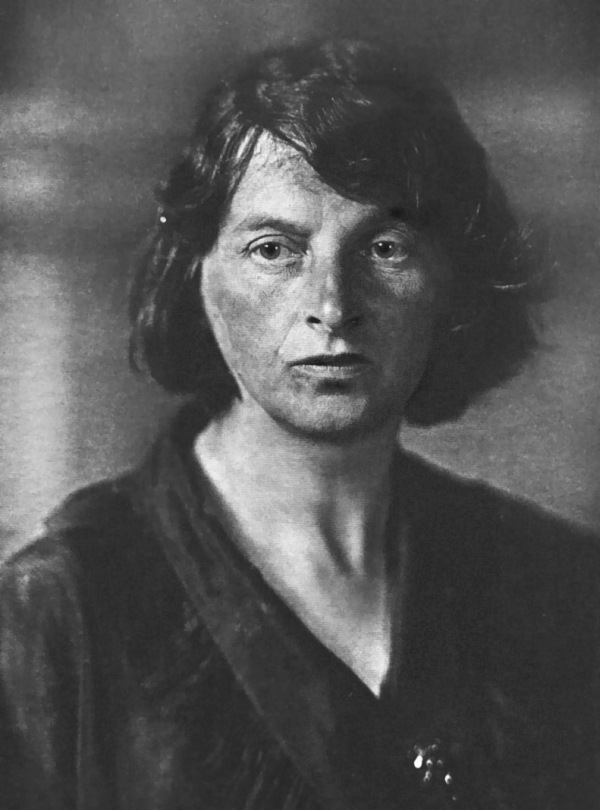
摄于1920年的阿曼德

十月革命之后，阿曼德成为莫斯科经济委员会的领导， 并担任莫斯科苏维埃的执行委员。她强烈反对苏维埃政府签订布列斯特-立陶夫斯克条约。随后她返回彼得格勒，任布尔什维克中央委员会书记处下属的妇女部主任。这个组织致力于在共产党内和苏联总工会内倡导妇女权益，并享有立法权，它一直存续到1930年。任内她发动改革，赋予妇女离婚、终止妊娠和参政的权利，并创办了大食堂和托儿所等机构。 1918年，阿曼德在斯维尔德洛夫的支持下顶住了来自季诺维也夫和拉狄克的压力，最终成功召开了职业妇女全国代表大会，并邀请列宁在大会上发言。 苏维埃之所以支持阿曼德是因为国内战争的需要。因为劳动力不足，生产和军队内部的一些辅助性岗位需要妇女的参与，因此必须把妇女们从家庭中解放出来。 1920年，阿曼德兼任第一届国际共产主义妇女代表大会主席。同年春天在她的倡议下《共产主义妇女》期刊开始发行，关注“更广大意义上的妇女解放，以及长期性地调整两性关系。”

## 去世与纪念

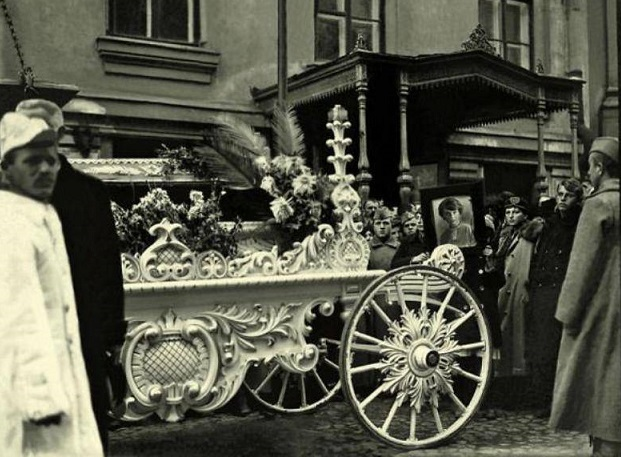
伊涅萨·阿曼德在莫斯科的葬礼

同样是1920年，列宁意识到阿曼德操劳过度，因而建议她去高加索度假，却不知当地瘟疫横行。 9月21日晚她在会见纳尔奇克执行委员会——有可能是为了商讨一行人的食宿问题——时感染了霍乱。9月24日一早她就病发去世了，享年46岁。 她在国际歌声中以国葬下载，最终栖身于莫斯科克里姆林宫红场墓园，是第一位享有此等殊荣的女性。《共产主义妇女》的第五期刊物也登出了其创始人的讣告。
在1926年出版的《苏联大百科全书》初版中，她被誉为“资深而忠诚的布尔什维克”和“列宁的亲密朋友和助手”。但到了1930年代，阿曼德就已经被人们遗忘了， 1930年妇女部也被撤销。
1981年的苏联电影《列宁在巴黎》中，克劳德·杰德饰演了阿曼德；1988年的英国电视剧《列宁...火车》中，多米尼克·杉达饰演了阿曼德；1997年的爱沙尼亚喜剧《我的列宁》中，詹妮·舍甫琴科饰演了阿曼德。汤姆·海曼的小说《七天到彼得格勒》也以阿曼德为女主角。

## 与列宁的关系
阿曼德与列宁不仅是坚定的政治盟友，个人关系也非同寻常，基于现有资料（通常是书信往来），学界普遍认为两人间存在强烈的浪漫情感，已经属于情人关系，但具体性质与细节仍存在争议。关系从1911年持续到了1914年，甚至可能到1917年或者更久。 她主动追求了列宁。 列宁的妻子克鲁普斯卡娅接受了他们之间的关系，并且她个人很赞赏阿曼德的人格。 关于阿曼德，她曾如此写道：
她能来......我们非常高兴。到了（1913年）秋天我们所有的人都开始亲近伊涅萨。她身上有非常多的热情和生活的快乐。虽然我们在巴黎就与她相识了，但当时的人太多。在克拉科夫就不一样了，只有最亲密同志之间的一个小圈子。伊涅萨在加米涅夫家里租了一个房间居住。我的母亲跟伊涅萨的关系也很好。她俩经常坐在一起，聊天，抽烟。伊涅萨来了以后我们总是更舒服、更惬意。我们不是在开派对，就是在准备开派对，家里像学生宿舍一样，我们喜欢伊涅萨......她的言语中总是放射出温暖来。
在《回忆伊涅萨·阿曼德》中，克鲁普斯卡娅暗示伊涅萨和列宁走到一起的一个重要原因是车尔尼雪夫斯基的小说《怎么办？》。
伊涅萨之所以投身社会主义是因为她倾心于《怎么办？》中描绘的女性权益和自由的图景。和书中的女主角一样，她离开了一个男人去跟另一个男人同居，救赎贫苦妇女和妓女，并试图改变妇女在社会中的从属地位。实际上，整整几代的俄罗斯激进分子都受到了车尔尼雪夫斯基的这本乌托邦式的小说的影响，他们模仿书中“不平凡的男女”。就像马克思可以是伯恩斯坦、考茨基、倍倍尔和卢森堡这些完全不同的人共同的精神祖先一样，车尔尼雪夫斯基的两个学生，采列捷利和列宁，在1917年体现出了社会主义的截然不同的两种形式。从同样的一本书中，伊涅萨读到了妇女权益和恋爱自由，列宁学到了敢为人先和领导力，那么采列捷利发现的就是为人民服务的理想。
安杰丽卡·巴拉班诺夫曾如此回忆阿曼德和列宁之间的关系：
列宁爱伊涅萨。这没有什么不道德的，因为列宁把什么都告诉克鲁普斯卡娅了。他热爱音乐，但是克鲁普斯卡娅对音乐一窍不通，而伊涅萨是个出色的演奏家，她会弹贝多芬以及其他他喜欢的曲子。他派她去参加齐美尔瓦尔德青年会议——她的年龄有点大了，但是她有布尔什维克开的介绍信，我们只能接纳她。列宁不敢自己来开会，他坐在会场楼下的一间小咖啡馆里喝茶，接收她发挥的报告，然后给她指示。有一次我也下楼喝茶，在那里遇到了他。我开玩笑地问他：“你是来喝茶的，还是来发表意见的？”列宁会意地大笑，但没有回答。（后来尽管伊涅萨努力为列宁的观点辩护，但大会没有通过他的提案）。伊涅萨死后，他乞求我再她的葬礼上发言。他的心都碎了。
鲍勃·古尔德认为：“从阿曼德最后的几篇日记，以及列宁在她死后悲痛欲绝的表现，不难看出他们两人当时曾打算鸳梦重温，这也是人之常情。伊涅萨·阿曼德的一个特质是尽管她在精神上极度依恋列宁，在政治原则问题上她还能明确对他表示反对。她是工人反对派的活跃成员，而这一组织的政治观点与列宁相差甚大。”
埃尔伍德认为，自从伍尔夫在1963年证实了列宁和阿曼德的情人关系以来，西方学者们的焦点就都关注于此，而忽略了阿曼德作为一个革命家和女权主义者的成就。她无论在地下宣传者方面，在组织海外布尔什维克方面，还是在维护妇女在工作场所的权利和社会地位方面都做出了杰出的贡献。

## 拓展阅读
- Clements, Barbara Evan, Bolshevik Women, New York: Cambridge University Press, 1997.
- Elwood, Ralph Carter. Vserossiiskaya Konferentsiya Ros. Sots. -Dem. Rab. Partii 1912 Goda: All-Russian Conference of the Russian Social-Democratic Labour Party 1912. Together With Izveschenie O Konferentsii Organizatsii RSDRP. Publications of the Study Group on the Russian Revolution 4. Millwood, NY: Kraus International Publications, 1982.
- Elwood, Ralph Carter. Inessa Armand: Revolutionary and Feminist. Cambridge and New York: Cambridge University Press, 1992.
- Elwood, Carter. “Lenin and Armand: New Evidence on an Old Affair,” Canadian Slavonic Papers, Vol. 43, No. 1 (March 2001): 49-65.
- Elwood, Ralph Carter “Lenin's Correspondence with Inessa Armand,” The Slavonic and East European Review, Vol. 65, No. 2 (Apr., 1987): 218-235.
- Lazitch, Branko and Milorad Drachkovitch, “Inessa Armand” in Biographical Dictionary of the Comintern, Palo Alto: Hoover Institution Press, 1986.
- McNeal, Robert H. Bride of the Revolution: Krupskaya and Lenin, London: Victor Golancz, 1073.
- Pearson, Michael. Lenin's Mistress: The Life of Inessa Armand. New York: Random House, 2002.
- Pearson, Michael. The Sealed Train. New York: Putnam, 1975.
- Sebestyen, Victor. . London: Weidenfeld & Nicolson. 2017. ISBN 978-1-47460-044-6.
- Wolfe, Bertram D. "Lenin and Inessa Armand," Slavic Review, vol. 22, no. 1 (March 1963), pp. 96–114. In JSTOR （页面存档备份，存于）.